# Hampones
Hampones (título original: Hoodlum) es una película de 1997 dirigida por Bill Duke con Laurence Fishburne, Tim Roth y Vanessa Williams como protagonistas. Este filme de gánsteres tiene la novedad de introducir en la trama el elemento racial.

## Argumento
Son los años 30 del siglo XX. Ellsworth "Bumpy" Johnson, un exconvicto afroamericano, regresa de la cárcel a Harlem en su momento de esplendor. Tras unos días buscando trabajo, Bumpy termina convirtiéndose en un sicario de Stephanie St. Clair, la reina de los chanchullos relacionados con el juego en el barrio. El círculo cercano de Bumpy, compuesto por su amigo de la infancia Illinois Gordon y la trabajadora social Francine Hughes, se preocupan por la deriva criminal que ha tomado su vida, pero él cree que las partidas de juego ilegal son el único reducto donde los miembros de su comunidad pueden comportarse con total libertad. Además, los beneficios son altos y es también el único sitio donde los afroamericanos pueden medrar.
El mundo criminal de Nueva York también es consciente de ello. Por ello uno de sus capos más grandes, Dutch Schultz, busca controlarlo. Su ambición lleva a un conflicto entre Stephanie St. Clair y Schultz, que se convierte en guerra, cuando St. Clair es encerrada por Schultz a través de policías corruptos controlados por Schultz, bajo el mando del capitán Foley, y Bumpy tiene que actuar en su ausencia bajo la presión creciente y violenta de Schultz. De esa manera una guerra estalla, en la que Illinois y Foley mueren, mientras que Francine Hughes se distancia de Bumpy por el derramamiento de sangre que también causa la muerte de civiles de la comunidad afroamericana. También el jefe de la mafia, "Lucky" Luciano, más poderoso que Schultz, quiere recibir tajada, por lo que quiere intermediar para ese propósito, exigido también por el fiscal especial Thomas E. Dewey, sobornado por Luciano para proteger su negocio, ya que quiere acabar con ese derramamiento de sangre que ha atraído la atención de la prensa.
Bumpy, consciente de la gravedad de la situación y del desastre que significaría para él, su organización y la comunidad afroamericana, si el juego acabase bajo el control de otros criminales, y, estando bajo el creciente peligro de poder acabar muerto un día a manos de Schultz a pesar de poder actuar con éxito contra él, consigue cambiar al final la situación incitando con la ayuda de Bub Hewlett, un afroamericano subordinado de Schultz, también consciente y preocupado por la situación, a que Luciano y Schultz se enfrenten. Eso lleva a que Schultz muera más tarde a manos de Luciano, mientras que Bumpy consigue sobornar al mismo tiempo con una gran suma de dinero a Dewey para que Luciano no entre en Harlem, el cual luego obliga a Luciano a no hacerlo, lo que lleva a la victoria de Johnson y al fin del conflicto tras año y medio de guerra. Después entrega a St. Clair su negocio cuando sale de la cárcel, ahora asegurado otra vez, y, destrozado por todo lo ocurrido, se va.

## Reparto
- Laurence Fishburne - Ellsworth "Bumpy" Johnson
- Tim Roth - Dutch Schultz
- Vanessa Williams - Francine Hughes
- Andy García - Charles "Lucky" Luciano
- Cicely Tyson - Stephanie St. Clair/Madam Queen
- Chi McBride - Illinois Gordon
- Clarence Williams III - Bub Hewlett
- Richard Bradford - Capitán Foley
- William Atherton - Thomas E. Dewey